# Handcykel

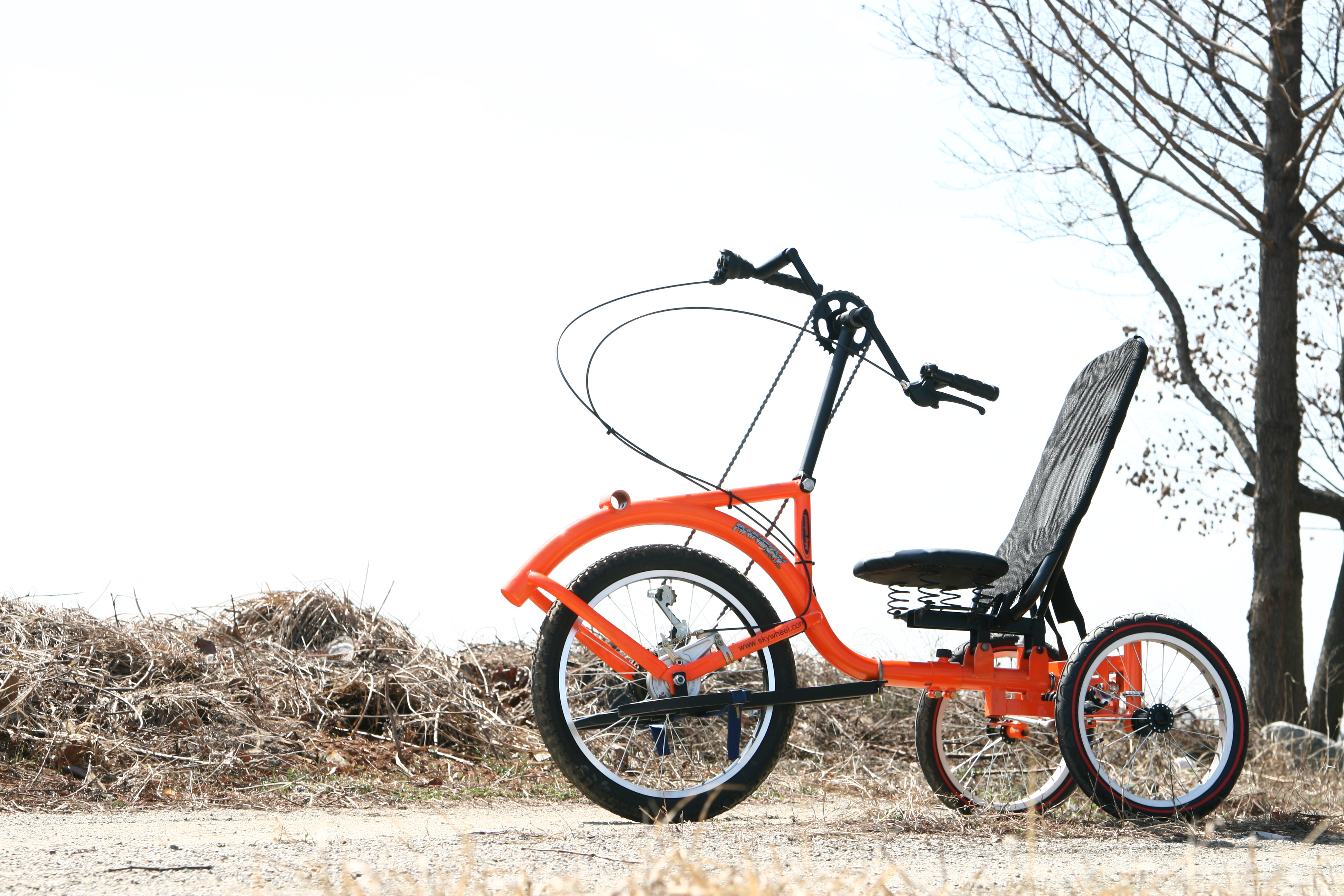
Handcykel

Handcykel är ett trehjuligt cykelliknande fordon men där det är armarna som används istället för benen, för att driva fordonet framåt. Handcykling blev en gren i paralympiska spelen i Aten 2004 och är en parasport som växer snabbt.
Handcyklar finns även som tillbehör till rullstolar, ett främre vevdrivet hjul som monteras på den främre delen av rullstolen. Liknande tillsatser finns även med elmotor i framhjulets nav, av samma typ som används i elcyklar.